# Ian Green
Ian Green (Ian David Green; * 13. Januar 1946) ist ein ehemaliger britischer Sprinter.
1969 schied er bei den Leichtathletik-Europameisterschaften in Athen mit der britischen Mannschaft im Vorlauf der 4-mal-100-Meter-Staffel aus.
Bei den British Commonwealth Games 1970 in Edinburgh erreichte er über 100 m das Halbfinale und gewann mit der englischen 4-mal-100-Meter-Stafette Bronze.
Seine persönliche Bestzeit über 100 m von 10,4 s stellte er am 26. Juli 1969 in Cardiff auf.